# Lithophyllum pinguiense
Lithophyllum  pinguiense Heydrich, 1901  é o nome botânico  de uma espécie de algas vermelhas pluricelulares do gênero Lithophyllum, família Corallinaceae.
- São algas marinhas encontradas na ilha do Índico de São Paulo

## Sinonímia
- Não apresenta sinônimos.